# نوغاب (قهستان)
نوغاب (بالفارسية: نوغاب) هي مستوطنة تقع في إيران في قسم قهستان الريفي. يقدر عدد سكانها بـ 219 نسمة بحسب إحصاء 2016.